# 凱勒布理鵬
凱勒布理鵬 Celebrimbor是英國作家約翰·羅納德·瑞爾·托爾金的史詩式奇幻小說《精靈寶鑽》中的人物。諾多族王室家族成員，父親為庫路芬（Curufin），諾多第二任至高王費諾（Fëanor）的第五子，母親不詳。伊瑞詹（Eregion）領主、精靈三戒製造者。

## 人物簡介
凱勒布理鵬（Celebrimbor）是第二紀元的著名精靈工匠，他是諾多精靈王室家族成員，父親為庫路芬（Curufin），諾多第二任至高王費諾（Fëanor）的第五子，母親不詳。
凱勒布理鵬在雙樹紀時出生於維林諾，但生年不曾紀載，他跟隨父親庫路芬離開瓦林諾，但是他的母親拒絕和他們父子一起流亡。
凱勒布理鵬的名字意義為「銀拳」（silver fist），辛達林語為Celebrimbor，昆雅語為Tyelperinquar，另有版本為Telperinquar ，此為受帖勒瑞語影響後的昆雅語拼法。

## 生平概述

### 早年時期
凱勒布理鵬的早期記錄很少，只知道在雙樹紀末期，他隨著父親庫路芬流亡中土大陸，第一紀元時，可能與父親、伯父凱勒鞏一起住在海姆拉德（Himlad）。而在班戈拉赫戰役（Dagor Bragollach）後，亦跟著伯父與父親逃到了納國斯隆德（Nargothrond），投靠芬羅德·費拉剛（Finrod Felagund）；在那裏他得到了芬羅德的喜愛，其後也與凱勒鵬（Celeborn）和凱蘭崔爾（Galadriel）成為好友。
第一紀元465年，貝倫（Beren）來到納國斯隆德，並請求芬羅德幫竊取精靈寶鑽，此舉刺激了凱勒鞏與庫路芬，他們以言詞逼迫，使得芬羅德只帶著十名同伴離開，最終喪生於堝惑斯島的地牢中。然而貝倫與芬羅德的經歷藉由從島上逃出的精靈帶回了納國斯隆德，凱勒鞏與庫路芬的本意被揭發，遭到繼任為王的歐洛隹斯（Orodreth）所驅逐。此時凱勒布理鵬唾棄了父親的行徑，留在納國斯隆德。自此他在第一紀元之後的經歷無從知曉。

### 定居伊瑞詹
第二紀元750年，部分諾多精靈往東遷徙，最終於迷霧山脈以西的伊瑞詹（Eregion，Hollin，又稱冬青郡）建立了據點，因為那裡靠近凱薩督姆（Khazad-dûm），唯有此處盛產秘銀。凱勒布理鵬與凱蘭崔爾夫婦居住於此，前者並是當地的珠寶冶金匠行會（Gwaith-i-Mírdain）之首，亦為伊瑞詹的領主（Lord of Eregion）。
諾多精靈與凱薩督姆的矮人建立起了友誼，雙方因此獲利良多，伊瑞詹變的更加強盛，凱薩督姆也日漸美麗。而凱勒布理鵬與其中一位名為那維（Narvi）的矮人工匠特別交好，後者建造了都靈之門，由凱勒布理鵬於上銘文，而這扇門到了第三紀元仍然屹立不搖。

### 鑄造力量之戒
第二紀元1200年，化名為「贈禮之主」安納塔（Annatar）的索倫來到伊瑞詹，並在那裏受到歡迎，縱然林頓的使者曾給予警告。以凱勒布理鵬為首的珠寶冶金匠行會，是當時中洲技藝最高超的一群諾多精靈，他們渴望提升技術，以建設這塊土地讓其如同維林諾一般美好，而凱勒布理鵬更希望能夠達到如其祖父費諾一樣超凡絕俗的技藝與名聲，因此他們接受了索倫的指導，並在1500年時技藝到達高峰，於是開始打造力量之戒（Rings of Power）。
計謀得逞的索倫離開了伊瑞詹，而凱勒布理鵬在他離開之後，於1590年打造了精靈三戒（The Three Rings），雖然這三戒的鑄造過程並未被索倫染指，但是因為其使用的技術仍是得自於索倫，所以在1600年至尊魔戒（The One Ring）完成時，精靈三戒同樣受到其宰制。
當索倫戴上至尊戒時，凱勒布理鵬發覺了索倫的陰謀以及他的身分，他馬上除下了手上的戒指，這讓索倫打算以戒指控制精靈的意圖落了空。
之後，凱勒布理鵬動身前去向早已移居羅斯洛立安（Lothlórien）的凱蘭崔爾尋求建議；他們試圖摧毀這些戒指，卻發覺他們找不到方法，因此，凱蘭崔爾認為戒指必須被隱藏不能使用，並且遠離伊瑞詹，因為索倫以為精靈三戒被藏在此地。於是在第二紀元1693年，她從凱勒布理鵬處獲得了精靈三戒之一「南雅（Nenya）」，這枚戒指在第三紀元時讓羅斯洛立安成為美麗無比的精靈國度。而後，凱勒布理鵬將另外兩枚戒指──納雅（Narya）及維雅（Vilya）──送往了林頓（Lindon）的吉爾加拉德之處，這三戒因此得以安全的隱藏。

### 精靈與索倫之戰
意圖落空的索倫盛怒不已，他命令精靈必須交出戒指，因為若沒有索倫傳授的知識，精靈們根本不可能打造力量之戒，但是精靈們拒絕了，於是他向精靈們宣戰，這場戰爭被稱為「精靈與索倫之戰」，起訖於第二紀元1693年。
第二紀元1695年，索倫的大軍越過卡蘭納宏（Calenardhon，即日後的洛汗（Rohan）），入侵了伊利雅德（Eriador）。當吉爾加拉德得知這項消息後，便派遣愛隆（Elrond）馳援伊瑞詹，但因為太遠而無法及時抵達，索倫的前鋒部隊已來到了伊瑞詹；雖然凱勒鵬領軍擊退了他們，但他僅僅能與愛隆會合，無法再返回，因為索倫的軍勢已經包圍了此地，並且擁有足夠的力量能同時搗入伊瑞詹以及牽制凱勒鵬與愛隆的聯軍。
之後，索倫攻破了伊瑞詹，並且長驅直入，來到了他的目的地──珠寶之廳（the House of the Mírdain），那裏藏有他渴望得到的戒指。凱勒布理鵬站在大廳的門前階梯上獨自迎擊索倫，但是他失敗了，並且被生擒，大廳隨即遭到掠刧，索倫得到了九枚戒指。不過，他無法找到其餘的力量之戒，於是他轉向被俘的凱勒布理鵬，對其進行了殘酷的拷問，得到了七枚戒指的下落，可是，凱勒布裡鵬對於精靈三戒隻字不吐，他珍視這三戒甚於其他，除了因為這三枚所擁有的力量與創作目的不同以外，也源於這是他獨自完成的作品，沒有遭到索倫的玷污。
當索倫再也無法從凱勒布理鵬口中得到任何訊息時，索倫殺死了他，並在盛怒之中，把凱勒布理鵬的屍體作為旗幟掛在矛尖之上，並且以箭矢將其射穿。索倫持續追擊愛隆的軍隊，直到羅斯洛立安精靈與都靈矮人（Dwarves of Durin's folk）的聯軍突襲其後方，愛隆才得以逃脫並帶著伊瑞詹殘存的精靈們向北躲往迷霧山脈，建立瑞文戴爾（Rivendell，又稱Imladris）。
於是，伊瑞詹遭到毀壞，凱勒布理鵬被殺，他是費諾家族的唯一孫輩，此事發生於第二紀元1697年。

## 其他版本
凱勒布理鵬在不同時期的文稿中曾有過諸多身世版本，其間差異甚大，以下為約略概述。
- 貢多林的工匠：這個身份出現在《未完成的故事》（Unfinished Tales）之中，在“凱蘭崔蘭和凱勒鵬的歷史”（The History of Galadriel and Celeborn）章節中，凱勒布理鵬是一位諾多族工匠，曾經在貢多林中為特剛王服務，他是第一顆精靈寶石（Elessar）創作者Enerdhil的同伴，也是第二顆精靈寶石（Elessar）的創造者，在跟這個身分有關的故事中，他愛慕凱蘭崔爾，所以在她的要求下，創作了這顆精靈寶石，而它最終傳承至日後的人皇亞拉岡手中。[5]

- 辛達精靈：出自《中土世界的人民》（The Peoples of Middle-earth），“Of Dwarves and Men”章節中，他是一位辛達精靈，並且聲稱他是多瑞亞斯（Doriath）著名詩人戴隆（Daeron）的後裔。[1]

- 帖勒瑞精靈：與前項辛達精靈版本出現在同一章節，在注釋七中提到了托老的後期想法。凱勒布理鵬是一位帖勒瑞精靈，是隨著凱勒鵬來到中洲的三位族人之一，同樣英勇地站在珠寶大廳前迎擊索倫。此版本的凱勒鵬身世亦差距甚大，可見於《未完成的故事》之中。[1]

## 費諾家族
|          |          | 芬威     | 芬威     | 芬威     | 芬威     | 芬威     | 芬威     |          |          | 迷瑞爾 | 迷瑞爾 | 迷瑞爾   | 迷瑞爾   | 迷瑞爾   | 迷瑞爾   |            |          | 瑪哈坦   | 瑪哈坦   | 瑪哈坦   | 瑪哈坦   | 瑪哈坦   | 瑪哈坦   |        |        |        |        |        |        |  |  |  |  |  |  |  |  |  |  |  |  |  |  |  |  |  |  |  |  |  |  |  |  |  |  |
|          |          | 芬威     | 芬威     | 芬威     | 芬威     | 芬威     | 芬威     |          |          | 迷瑞爾 | 迷瑞爾 | 迷瑞爾   | 迷瑞爾   | 迷瑞爾   | 迷瑞爾   |            |          | 瑪哈坦   | 瑪哈坦   | 瑪哈坦   | 瑪哈坦   | 瑪哈坦   | 瑪哈坦   |        |        |        |        |        |        |  |  |  |  |  |  |  |  |  |  |  |  |  |  |  |  |  |  |  |  |  |  |  |  |  |  |
|          |          |          |          |          |          |          |          |          |          |        |        |          |          |          |          |            |          |          |          |          |          |          |          |        |        |        |        |        |        |  |  |  |  |  |  |  |  |  |  |  |  |  |  |  |  |  |  |  |  |  |  |  |  |  |  |
|          |          |          |          |          |          | 費諾     | 費諾     | 費諾     | 費諾     | 費諾   | 費諾   |          |          |          |          |            |          | 諾丹妮爾 | 諾丹妮爾 | 諾丹妮爾 | 諾丹妮爾 | 諾丹妮爾 | 諾丹妮爾 |        |        |        |        |        |        |  |  |  |  |  |  |  |  |  |  |  |  |  |  |  |  |  |  |  |  |  |  |  |  |  |  |
|          |          |          |          |          |          | 費諾     | 費諾     | 費諾     | 費諾     | 費諾   | 費諾   |          |          |          |          |            |          | 諾丹妮爾 | 諾丹妮爾 | 諾丹妮爾 | 諾丹妮爾 | 諾丹妮爾 | 諾丹妮爾 |        |        |        |        |        |        |  |  |  |  |  |  |  |  |  |  |  |  |  |  |  |  |  |  |  |  |  |  |  |  |  |  |
|          |          |          |          |          |          |          |          |          |          |        |        |          |          |          |          |            |          |          |          |          |          |          |          |        |        |        |        |        |        |  |  |  |  |  |  |  |  |  |  |  |  |  |  |  |  |  |  |  |  |  |  |  |  |  |  |
|          |          |          |          |          |          |          |          |          |          |        |        |          |          |          |          |            |          |          |          |          |          |          |          |        |        |        |        |        |        |  |  |  |  |  |  |  |  |  |  |  |  |  |  |  |  |  |  |  |  |  |  |  |  |  |  |
|          |          |          |          |          |          |          |          |          |          |        |        |          |          |          |          |            |          |          |          |          |          |          |          |        |        |        |        |        |        |  |  |  |  |  |  |  |  |  |  |  |  |  |  |  |  |  |  |  |  |  |  |  |  |  |  |
| 梅斯羅斯 | 梅斯羅斯 | 梅斯羅斯 | 梅斯羅斯 | 梅斯羅斯 | 梅斯羅斯 |          |          | 凱勒鞏   | 凱勒鞏   | 凱勒鞏 | 凱勒鞏 | 凱勒鞏   | 凱勒鞏   |          |          | 庫路芬     | 庫路芬   | 庫路芬   | 庫路芬   | 庫路芬   | 庫路芬   |          |          | 安瑞斯 | 安瑞斯 | 安瑞斯 | 安瑞斯 | 安瑞斯 | 安瑞斯 |  |  |  |  |  |  |  |  |  |  |  |  |  |  |  |  |  |  |  |  |  |  |  |  |  |  |
| 梅斯羅斯 | 梅斯羅斯 | 梅斯羅斯 | 梅斯羅斯 | 梅斯羅斯 | 梅斯羅斯 |          |          | 凱勒鞏   | 凱勒鞏   | 凱勒鞏 | 凱勒鞏 | 凱勒鞏   | 凱勒鞏   |          |          | 庫路芬     | 庫路芬   | 庫路芬   | 庫路芬   | 庫路芬   | 庫路芬   |          |          | 安瑞斯 | 安瑞斯 | 安瑞斯 | 安瑞斯 | 安瑞斯 | 安瑞斯 |  |  |  |  |  |  |  |  |  |  |  |  |  |  |  |  |  |  |  |  |  |  |  |  |  |  |
|          |          |          |          | 梅格洛爾 | 梅格洛爾 | 梅格洛爾 | 梅格洛爾 | 梅格洛爾 | 梅格洛爾 |        |        | 卡蘭希爾 | 卡蘭希爾 | 卡蘭希爾 | 卡蘭希爾 | 卡蘭希爾   | 卡蘭希爾 |          |          | 安羅德   | 安羅德   | 安羅德   | 安羅德   | 安羅德 | 安羅德 |        |        |        |        |  |  |  |  |  |  |  |  |  |  |  |  |  |  |  |  |  |  |  |  |  |  |  |  |  |  |
|          |          |          |          | 梅格洛爾 | 梅格洛爾 | 梅格洛爾 | 梅格洛爾 | 梅格洛爾 | 梅格洛爾 |        |        | 卡蘭希爾 | 卡蘭希爾 | 卡蘭希爾 | 卡蘭希爾 | 卡蘭希爾   | 卡蘭希爾 |          |          | 安羅德   | 安羅德   | 安羅德   | 安羅德   | 安羅德 | 安羅德 |        |        |        |        |  |  |  |  |  |  |  |  |  |  |  |  |  |  |  |  |  |  |  |  |  |  |  |  |  |  |
|          |          |          |          |          |          |          |          |          |          |        |        |          |          |          |          | 凱勒布理鵬 |          |          |          |          |          |          |          |        |        |        |        |        |        |  |  |  |  |  |  |  |  |  |  |  |  |  |  |  |  |  |  |  |  |  |  |  |  |  |  |

## 註解
1. ↑  根據另一個不同身世的版本，還有帖勒瑞語的拼法：Telperimpar。見來源1。
2. ↑  此版本芬羅德是有結婚的，但精靈寶鑽引用此段。見來源1。
3. ↑  在《魔戒》“附錄二：編年史”中，伊瑞詹建立的時間是第二紀元750年，這個年份同樣可見於《中土世界的人民》，“The Tale of Years of the Second Age”。但是在《未完成的故事》，“Concerning Galadriel and Celeborn”中，卻給出了第二紀元700年的說法：“Celeborn and Galadriel therefore went eastwards, about the year 700 of the Second Age, and established the (primarily butby no means solely) Noldorin realm of Eregion.”
4. ↑  在《魔戒》“附錄二：編年史”中，凱勒布理鵬被稱為“Lord of Eregion”，而此處並未提到凱蘭崔爾與凱勒鵬和伊瑞詹的關係；在《未完成的故事》中雖然沒有明確地表示蘭崔爾或凱勒鵬是“Lord of Eregion”，不過在行文中明確傳達了這兩位（或說凱蘭崔爾）統治著伊瑞詹。在此處，凱勒布理鵬並非如《魔戒》或《精靈寶鑽》中所提到的，是費諾的後裔，而是一位曾經侍奉特剛（Turgon），並自貢多林（Gondolin）的陷落中倖存的諾多工匠，但有鑒於都靈之門上，凱勒布理鵬使用了費諾家族的星芒徽記，並且在《中土世界的人民》中提到托老曾於《未完成的故事》此篇章中註解“make him a descendant of Feanor”，所以此處採用了《魔戒》附錄二給予凱勒布理鵬的頭銜。
5. ↑  索倫相當忌憚凱蘭崔爾，並且將她當成主要的敵人與障礙，他掌握了珠寶冶金匠行會（他們在伊瑞詹很有影響力），並促使他們反對凱蘭崔爾與凱勒鵬的統治，使凱蘭崔爾於第二紀元1350~1400年間離開，而凱勒鵬留在伊瑞詹並遭到凱勒布裡鵬的漠視。然而，並沒有其他的佐證顯示這些衝突曾經發生過。見來源5。

## 資料來源
1. 1 2 3 4  J.R.R. Tolkien, Christopher Tolkien (ed.), 《中土世界的人民》, “Of Dwarves and Men”.
2. ↑  http://www.elfdict.com/index.page#tyelpe%5B%5D
3. 1 2 3  J.R.R.托爾金，《精靈寶鑽》，譯林出版社 ，2012 。
4. ↑  J.R.R. Tolkien, Christopher Tolkien (ed.), 《珠寶之戰》, "Part One. The Grey Annals"
5. 1 2 3 4 5 6 7  J.R.R. Tolkien, 《未完成的故事》,“凱蘭崔蘭和凱勒鵬的歷史”
6. ↑  J.R.R.托爾金，《魔戒》第二章，第四節“黑暗中的旅程”，聯經出版社。
7. 1 2 3  J.R.R.托爾金，《魔戒》附錄二：編年史，聯經出版社。